# Aliscafo

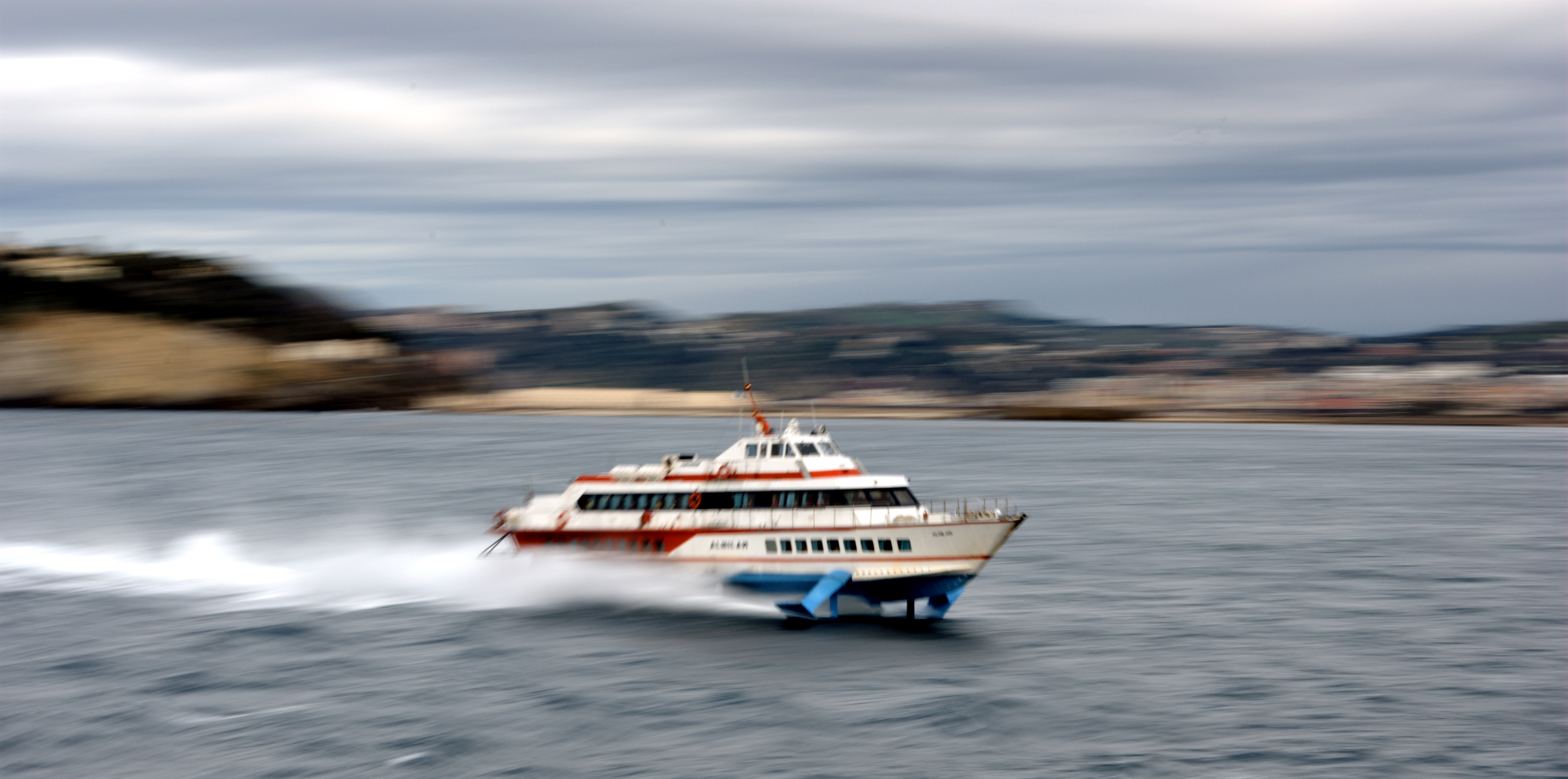
Aliscafo in velocità nel golfo di Napoli

L'aliscafo è una particolare imbarcazione che ferma o a bassa velocità è tenuta a galla dalla spinta idrostatica ossia dal dislocamento (principio di Archimede). Quando raggiunge una sufficiente velocità propulso da un motore o da una vela, grazie alla portanza di particolari superfici immerse (idroali collegate allo scafo) emerge totalmente, con una conseguente importante riduzione della resistenza di avanzamento. In queste condizioni, tale imbarcazione può raggiungere velocità di oltre 50 nodi (93 km/h) con moderato dispendio energetico.

## Storia

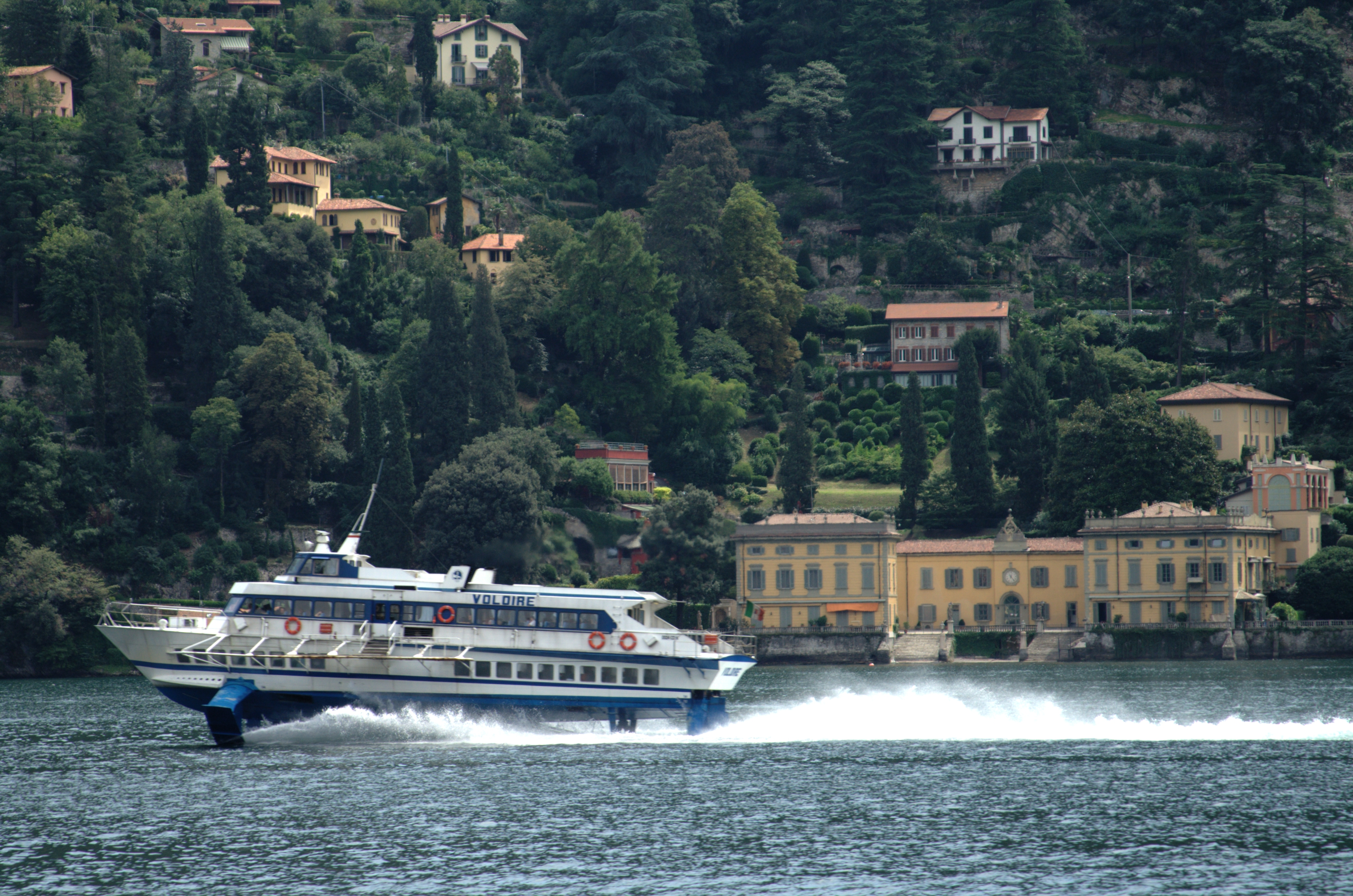
Aliscafo sul lago di Como

Il primo prototipo di aliscafo fu costruito da Enrico Forlanini nei primi anni del Novecento. Per un lungo periodo rimase in una fase sperimentale finché negli anni cinquanta cominciò ad operare nelle acque interne degli Stati Uniti.
In assoluto la prima rotta aperta in Italia (e nel mondo) è stata nel maggio del 1953 tra Locarno (Svizzera) e Stresa (Italia) sul Lago Maggiore. L'aliscafo, del modello "PT10" (Freccia d'Oro), era costruito dalla Supramar, società Svizzera che concesse poi la licenza di costruzione ai Cantieri Navali Rodriquez di Messina.
Il PT10 ospitava 32 passeggeri alla velocità di crociera di 35 nodi (circa 65 km/h).
Il primo aliscafo "di linea" utilizzato per collegamenti marittimi in Italia è stato la Freccia del Sole, costruito nel 1956 presso i Cantieri Navali Rodriquez di Messina: fu il predecessore del modello 'PT20'. Destinato alle rotte Messina-Reggio Calabria (in 15 min) e Messina-Napoli (in 4h e 1/2), la sua velocità di crociera era di 35 nodi (circa 65 km/h), grazie a due motori da 650 CV ciascuno. Lungo 18 metri e largo 8, ospitava 70 passeggeri (alcuni documenti riportano 72 passeggeri).
Il 24 marzo 2016 è stato varato l'aliscafo più capiente al mondo, con 350 passeggeri, l'aliscafo italiano Gianni M.

## Principio di funzionamento

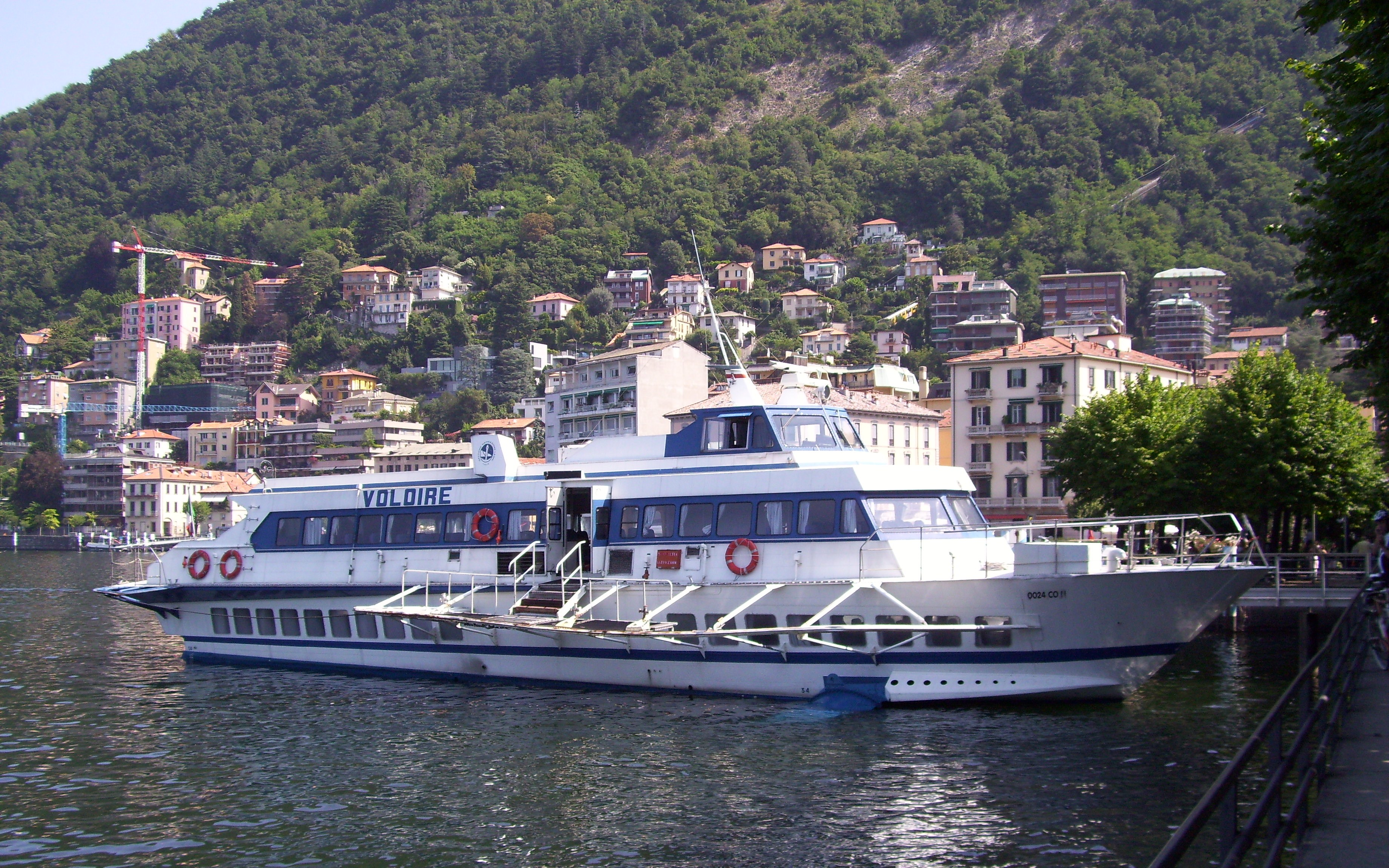
Aliscafo Voloire ormeggiato nel porto di Como

Il funzionamento dell'aliscafo si basa sul principio di ottenere la forza di sostentamento del mezzo attraverso la portanza generata dalla parte immersa di alcune ali collegate inferiormente allo scafo dette hydrofoils.
Alle basse velocità, l'aliscafo si comporta come una nave convenzionale. Man mano che la velocità aumenta, la pressione dell'acqua sotto le ali, unita alla depressione che si forma sopra le stesse, genera una forza di portanza opposta al peso del mezzo. Oltre una certa velocità questa forza causa la completa fuoriuscita dello scafo dall'acqua. Le uniche parti che rimangono immerse, oltre naturalmente alle ali e relativi "strut" di collegamento di queste con lo scafo, sono l'elica (collegata all'estremità di un lungo asse) e l'eventuale timone di direzione.
Quando lo scafo risulta del tutto sollevato, la sola resistenza di avanzamento in acqua è quella prodotta dalle ali che lo tengono sollevato, resistenza inferiore a quella che lo stesso avrebbe prodotto a pari velocità nel caso fosse rimasto immerso. Le ali possono essere di tipo parzialmente immerso o di tipo completamente immerso. Il tipo di ala parzialmente immerso dispone di una capacità intrinseca di adattamento all'altezza delle onde incontrate in navigazione; il tipo ad ali completamente immerse necessita di un comando di variazione continua della portanza delle ali in navigazione per adattarsi all'altezza delle onde incontrate.

## Impiego civile

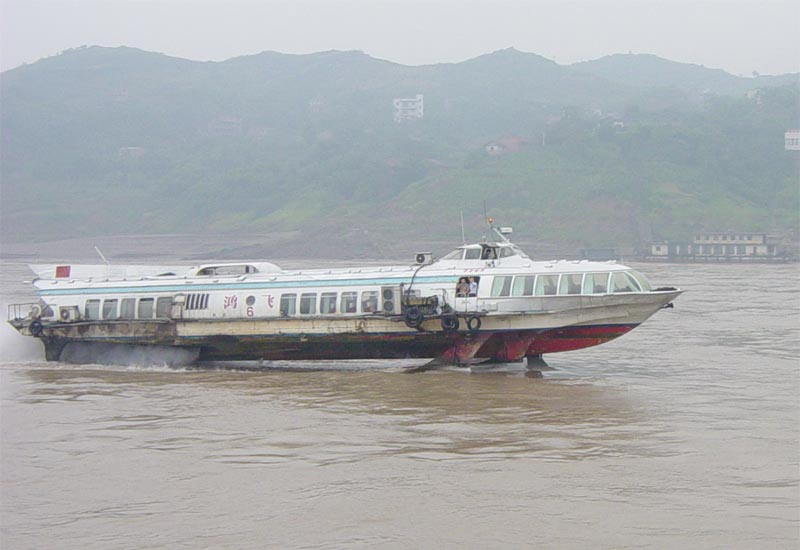
Aliscafo in Cina

L'efficienza di un aliscafo è maggiore quanto più è ridotto il suo dislocamento; questo ha reso il suo principio di funzionamento applicabile su mezzi fino a circa 30 m di lunghezza.
In Italia, le flotte più numerose si trovano in Campania (per il collegamento con le isole del golfo di Napoli) e in Sicilia (per il collegamento tra Messina e Reggio Calabria, le isole Eolie, le Isole Egadi e Ustica).
Sono in servizio aliscafi anche sui tre maggiori laghi italiani (Garda, di Como e Maggiore).
Sugli aliscafi adibiti alla navigazione civile, a causa delle alte velocità raggiunte e per ragioni di sicurezza, non è possibile ai passeggeri stazionare sui ponti e negli spazi esterni.

## Impiego militare
Data la sua elevata velocità e bassa esposizione come bersaglio ai siluri, ha un certo impiego in varie marine militari come mezzo navale di pattugliamento costiero e come cacciatorpediniere.
Per la Marina Militare Italiana sono stati varati prima la classe Sparviero (1973), poi, negli anni 1977-1984, 6 mezzi della Classe Nibbio, mezzi assai compatti e capaci di velocità dell'ordine dei 41 nodi, armati con un cannone da 76 mm e due missili antinave. A causa della difficile tenuta in mare grosso (le onde non possono essere più alte della distanza tra il fondo della chiglia e le ali) e delle mutate scelte strategiche avvenute dal 1990 in poi, la Marina Militare Italiana ha sostituito i propri aliscafi con mezzi convenzionali, come pattugliatori e corvette.